# Fielder’s Choice
Fielder's Choice (FC) („des Feldspielers Wahl“) bezeichnet im Baseball eine Reihe von Spielzügen, bei denen ein Offensivspieler eine Base deshalb erreicht, weil sich die verteidigende Gegenmannschaft entscheidet, einen anderen Baserunner auszuschalten, oder weil sie dessen Vorstoß nicht beachtet.

## Hintergrund
Fielder's Choice sind Spielzüge im Baseball, die nur stattfinden können, wenn sich bereits Läufer auf einer Base befinden. In den meisten Fällen muss hierbei ein Läufer an einer nachfolgenden Base ein Out hinnehmen, es kann aber auch Fälle geben, in denen eine Fielder's Choice zu Ungunsten der ausführenden Mannschaft ausgeht und alle Läufer der Gegenmannschaft sicher eine Base erreichen. Fielder's Choices sind sehr häufige Spielzüge und treten in vielen Formen auf.
Eine Fielder's Choice wird nicht von den Umpires auf dem Spielfeld ausgerufen, sondern vom offiziellen Scorer aufgezeichnet, um den Vorstoß des Offensivspielers zu berücksichtigen, ohne ihm einen Eintrag in eine andere Kategorie der Offensivstatistik wie einen Hit oder eine Stolen Base anzurechnen.
Es gibt zwar mehrere Definitionen von Fielder's Choice, aber die gängigste (und einzige, die gemeinhin als FC bezeichnet wird) beinhaltet, dass ein Feldspieler einen fairen Ball aufnimmt. Es kann nun eine Situation entstehen, in der der Feldspieler vor die Wahl gestellt ist, für welchen von zwei Gegenspielern er sich entscheidet, um ein Out zu versuchen:
1. den Batter-Runner, der den Ball ins Spiel gebracht hat oder
2. dessen Mitspieler, der sich bereits auf einer Base befindet.

Entscheidet sich der Feldspieler für den Mitspieler, kann der Batter-Runner unter Umständen sicher die erste Base erreichen. Der defensive Feldspieler (engl.: fielder) hat die freie Wahl (engl.: choice), den Batter-Runner auszuschalten, muss es aber nicht. Wird ein vorausgehender Läufer durch ein Force Out ausgeschaltet, erhält der Batter keinen Hit, sondern einen Fielder's Choice (FC). Andere Spielzüge, die unter die Definition des FC fallen, werden üblicherweise mit anderen Begriffen bezeichnet, wie etwa „defensive Indifferenz“ (ein Spielzug in der späteren Phase eines Spiels, bei dem das defensive Team, das entweder einen großen Vorsprung oder einen großen Rückstand hat, einem Spieler erlaubt, eine Base vorzurücken, ohne zu versuchen, den Läufer auszuschalten) oder „on the throw“ (ein defensiver Versuch, einen Baserunner auszuschalten, der versucht, mehr Bases zu erreichen, als die Art des Schlages normalerweise zulässt, oder auch das erfolgreiche Vordringen eines Baserunners, während ein solches Spiel bei seinem Teamkollegen versucht wird).
Fielder's Choice ist in den offiziellen MLB Regeln definiert als „die Handlung eines Feldspielers, der einen fairen Grounder (Ball der fair am Boden geschlagen wurde) berührt und, anstatt zur ersten Base zu werfen, um den Batter-Runner auszusetzen, zu einer anderen Base wirft, um einen vorausgehenden Runner auszusetzen“. FC wird für den Batter-Runner registriert, wenn er die erste Base sicher erreicht, unabhängig davon, ob der Versuch, den/die anderen Läufer auszusetzen, erfolgreich war. Wird der andere Läufer für das dritte Out erfolgreich aus dem Spiel genommen, wird der FC für den Batter-Läufer registriert, unabhängig davon, ob er bereits die erste Base erreicht hatte (musste der andere Läufer ein Out hinnehmen, wird der Batter als „grounding into a force play“ bezeichnet).
Die MLB-Regel 2 definiert FC auch als einen der folgenden Umstände:
- Wenn ein Schlagmann einen Hit erzielt, aber in der Lage ist, eine weitere Base sicher zu erreichen, weil die Verteidigung versucht, einen anderen Baserunner auszuschalten (z. B. einen, der auf die Home Plate zuläuft). Wird oft beim Wurf aufgerufen.
- Wenn ein Läufer, der sich bereits auf der Base befindet, sicher eine weitere Base erreicht, weil ein Feldspieler versucht, einen anderen Läufer auszuschalten, es sei denn, sein Vorstoß kann als gestohlene Base gewertet werden. Wird auch als „on the throw“ bezeichnet.[5]

In vielen Situationen erfordert ein Fielder's Choice, dass der offizielle Punktezähler eine Entscheidung trifft, z. B. darüber, wie das Spiel ausgegangen wäre, wenn keine Läufer auf der Base gewesen wären, und zwar unter Berücksichtigung der normalen Bemühungen der Defensivmannschaft sowie der Auswirkungen von möglichen Errors der Defensivmannschaft auf das Spiel.

### Auswirkungen auf die Statistiken
Ein Schlagmann, der die erste Base wegen einer Fielder's Choice sicher erreicht, erhält weder einen Hit noch ein „time on base“ (Erreichen der Base); sein Antritt an der Plate wird jedoch als At Bat und Plate Appearance registriert. Daher verringern sich der Schlagdurchschnitt und der On-Base-Prozentsatz eines Spielers, wenn er die erste Base durch die Wahl des Feldspielers erreicht.
Ein Schlagmann, der die erste Base sicher erreicht, aber im selben Spielzug aufgrund einer Fielder's Choice weiterkommt, erhält einen Hit für die Anzahl der Bases (normalerweise Single, selten Double oder Triple), die er sicher erreicht hätte, wenn keine anderen Läufer auf der Base gewesen wären, und es wird der Ausdruck verwendet, dass er die zusätzliche(n) Base(s) „on the throw“ erreicht hat.
Einem Baserunner, der einen unverteidigten Steal macht, wird keine Stolen Base gutgeschrieben, sondern sein Vorrücken wird als „defensive Indifferenz“ gewertet.

## Beispiele für Fielder's Choice Situationen
- Ein Läufer steht auf der ersten Base und der Schlagmann schlägt einen Groundball direkt zum Shortstop. Obwohl er den Läufer an der ersten Base leicht auswerfen könnte, entscheidet sich der Shortstop für einen Wurf zum zweiten Baseman, der die zweite Base abdeckt, um den Läufer von der ersten Base durch ein Force Out aus dem Spiel zu nehmen. In der Zwischenzeit erreicht der Batter-Runner sicher die erste Base.
  - Dieses Spiel wird gemeinhin als „grounding into a force out“ bezeichnet. Der Schlagmann erhält eine Fielder's Choice (6-4 oder 6-4-3, je nachdem, ob ein Versuch unternommen wurde, ihn aus dem Spiel zu nehmen), und es wird ihm kein Hit gutgeschrieben.
  - Ein 6-4 FC wird registriert, wenn der vorausgehende Läufer für das dritte Out aus dem Spiel genommen wird, unabhängig davon, wo sich der Batter-Runner auf dem Basepath (der geraden Linie vom Läufer zu der Base, die er sicher zu erreichen versucht) befindet, wenn dies geschieht.
- Mit einem Läufer auf der zweiten Base schickt der Batter einen Base-Hit ins Outfield. Der Outfielder wirft in Erwartung eines solchen Hits flach zur Home Plate, um den Läufer auszuschalten, der dort versucht zu punkten. Der Batter-Runner kann sich entscheiden, zur zweiten Base vorzudringen, da er sieht, dass es dort kein Play (also keinen Versuch einen Läufer Out zu spielen) geben wird. Dieser Spielzug wird als Single für den Schlagmann gewertet, unabhängig vom Ausgang des Versuchs, den Läufer, der zu punkten versucht, auszuschalten. Der Begriff „on the throw“ (auf dem Wurf) wird häufig verwendet, um das Ergebnis von Spielzügen in dieser Situation zu beschreiben.
  - Erreicht der Batter-Runner unabhängig vom Ergebnis an der Home Plate sicher die zweite Base, bleibt sein Single für die Statistik bestehen, aber der Vorgang wird als „taken second on the throw“ oder auch „taken second on Fielder's Choice“ bezeichnet.
  - Wird der Schlagmann an der zweiten Base unabhängig vom Ergebnis an der Home Plate ‚Out‘ geworfen, wird ihm trotzdem ein Single gutgeschrieben, da das Putout eine Folge seines Versuchs war, die zweite Base „on the throw“ zu erreichen.
  - Wird der Läufer, der zu punkten versucht, ‚Out‘ geworfen, so gilt er beim Wurf an der Home Plate als aus. Muss er das dritte Out hinnehmen, wird für den Schlagmann kein Vorrücken durch „on the throw“ registriert, der Schlagmann ist stattdessen Left On Base und ihm wird ein Single gutgeschrieben.
- Mit einem Läufer auf der ersten Base schlägt der Batter einen Groundball zurück in die Mitte. Der Shortstop springt nach dem Ball und verhindert, dass er ins Mittelfeld fliegt. Der Shortstop erkennt, dass er keine Zeit mehr hat, den Läufer am ersten Base auszuwerfen, und wirft den Ball zum zweiten Baseman, der das zweite Base abdeckt, um den Läufer, der die erste Base besetzte, aus dem Spiel zu nehmen. Der Wurf erfolgt jedoch nicht rechtzeitig, und beide Läufer sind „safe“. Angenommen, der offizielle Scorer ist der Meinung, dass der Shortstop den Läufer am ersten Base nicht mit normaler Anstrengung hätte auswerfen können, wird dieses Spiel als Base-Hit und nicht als FC gewertet.
- Mit allen Bases besetzt (sog. „bases loaded“) und zwei Outs, schlägt der Batter einen Called Strike oder schwingt und verfehlt einen Pitch bei bereits zwei Strikes. Der Catcher lässt den Ball aber durch Ungeschicklichkeit fallen oder verpasst den Fang komplett. Nach der Regel für nicht gefangene 3. Strikes muss der Schlagmann zur ersten Base laufen, und alle Baserunner müssen versuchen, eine Base vorzurücken, um dem Schlagmann Platz zu machen. Der Catcher holt den Ball zurück und betritt die Home Plate, wodurch der Baserunner, der sich zu Beginn des Spiels auf der dritten Base befand, ein Force Play hinnehmen muss. Dieser Spielzug ist sowohl ein Strikeout als auch eine Fielder's Choice. Wenn der Pitcher zur Home Plate rennen muss, um einen Wurf eines Third-Strike-Pitches zu fangen, den der Catcher zunächst fallen ließ, den Ball dann tatsächlich fängt und die Home Plate berührt, bevor der Läufer von der dritten Base die Home Plate sicher erreicht, dann ist das Spiel ebenfalls sowohl eine Fielder's Choice (2-1) als auch ein Strikeout.